# Menoro
Menoro is een bestuurslaag in het regentschap Rembang van de provincie Midden-Java, Indonesië. Menoro telt 3511 inwoners (volkstelling 2010).